# Юха Агокас
Юха Матті Агокас (фін. Juha Matti Ahokas; нар. 18 вересня 1969, Коккола, Південна Пог'янмаа) — фінський борець греко-римського стилю, переможець, бронзовий та дворазовий срібний призер чемпіонатів Європи, володар Кубку світу, триразовий чемпыон та триразовий срыбний призер Північних чемпіонатів учасник трьох Олімпійських ігор.

## Біографія
Боротьбою почав займатися з 1985 року. Тренувався під керівництвом свого батька Рісто Агокаса. Виступав за борцівський клуб «Jymy Nurmon» з міста Нурмо (з 2009 увійшов до складу міста Сейняйокі).

## Спортивні результати на міжнародних змаганнях

### Виступи на Олімпіадах
| Змагання                    | Збірна    | Вагова категорія                  | Місце |
| --------------------------- | --------- | --------------------------------- | ----- |
| Літні Олімпійські ігри 1992 | Фінляндія | греко-римська боротьба, до 130 кг | 7     |
| Літні Олімпійські ігри 1996 | Фінляндія | греко-римська боротьба, до 130 кг | 14    |
| Літні Олімпійські ігри 2004 | Фінляндія | греко-римська боротьба, до 120 кг | 17    |

### Виступи на Чемпіонатах світу
| Змагання                        | Збірна    | Вагова категорія                  | Місце |
| ------------------------------- | --------- | --------------------------------- | ----- |
| Чемпіонат світу з боротьби 1991 | Фінляндія | греко-римська боротьба, до 130 кг | 11    |
| Чемпіонат світу з боротьби 1994 | Фінляндія | греко-римська боротьба, до 130 кг | 18    |
| Чемпіонат світу з боротьби 1995 | Фінляндія | греко-римська боротьба, до 130 кг | 4     |
| Чемпіонат світу з боротьби 1997 | Фінляндія | греко-римська боротьба, до 130 кг | 7     |
| Чемпіонат світу з боротьби 1998 | Фінляндія | греко-римська боротьба, до 130 кг | 21    |
| Чемпіонат світу з боротьби 2001 | Фінляндія | греко-римська боротьба, до 130 кг | 14    |
| Чемпіонат світу з боротьби 2002 | Фінляндія | греко-римська боротьба, до 120 кг | 15    |
| Чемпіонат світу з боротьби 2003 | Фінляндія | греко-римська боротьба, до 120 кг | 7     |
| Чемпіонат світу з боротьби 2005 | Фінляндія | греко-римська боротьба, до 120 кг | 7     |

### Виступи на Чемпіонатах Європи
| Змагання                         | Збірна    | Вагова категорія                  | Місце  |
| -------------------------------- | --------- | --------------------------------- | ------ |
| Чемпіонат Європи з боротьби 1989 | Фінляндія | греко-римська боротьба, до 130 кг | 6      |
| Чемпіонат Європи з боротьби 1992 | Фінляндія | греко-римська боротьба, до 130 кг | 4      |
| Чемпіонат Європи з боротьби 1994 | Фінляндія | греко-римська боротьба, до 130 кг | 10     |
| Чемпіонат Європи з боротьби 1995 | Фінляндія | греко-римська боротьба, до 130 кг | 4      |
| Чемпіонат Європи з боротьби 1996 | Фінляндія | греко-римська боротьба, до 130 кг | 4      |
| Чемпіонат Європи з боротьби 1997 | Фінляндія | греко-римська боротьба, до 125 кг | Срібло |
| Чемпіонат Європи з боротьби 1998 | Фінляндія | греко-римська боротьба, до 130 кг | 7      |
| Чемпіонат Європи з боротьби 2001 | Фінляндія | греко-римська боротьба, до 130 кг | 4      |
| Чемпіонат Європи з боротьби 2002 | Фінляндія | греко-римська боротьба, до 120 кг | Бронза |
| Чемпіонат Європи з боротьби 2003 | Фінляндія | греко-римська боротьба, до 120 кг | Золото |
| Чемпіонат Європи з боротьби 2006 | Фінляндія | греко-римська боротьба, до 120 кг | Срібло |

### Виступи на Кубках світу
| Змагання                    | Збірна    | Вагова категорія                  | Місце  |
| --------------------------- | --------- | --------------------------------- | ------ |
| Кубок світу з боротьби 1993 | Фінляндія | греко-римська боротьба, до 130 кг | Золото |

### Виступи на Північних чемпіонатах
| Змагання                            | Збірна    | Вагова категорія                  | Місце  |
| ----------------------------------- | --------- | --------------------------------- | ------ |
| Північний чемпіонат з боротьби 1989 | Фінляндія | греко-римська боротьба, +100 кг   | Срібло |
| Північний чемпіонат з боротьби 1993 | Фінляндія | греко-римська боротьба, до 130 кг | Срібло |
| Північний чемпіонат з боротьби 1994 | Фінляндія | греко-римська боротьба, +100 кг   | Золото |
| Північний чемпіонат з боротьби 1996 | Фінляндія | греко-римська боротьба, +100 кг   | Срібло |
| Північний чемпіонат з боротьби 1998 | Фінляндія | греко-римська боротьба, до 130 кг | Золото |
| Північний чемпіонат з боротьби 2003 | Фінляндія | греко-римська боротьба, до 120 кг | Золото |

### Виступи на інших змаганнях
| Змагання                     | Збірна    | Вагова категорія                  | Місце  |
| ---------------------------- | --------- | --------------------------------- | ------ |
| Кубок Вантаа з боротьби 1995 | Фінляндія | греко-римська боротьба, до 130 кг | Золото |
| Ігри Балтійського моря 1997  | Фінляндія | греко-римська боротьба, до 125 кг | 4      |
| Тестовий турнір FILA 1998    | Фінляндія | греко-римська боротьба, до 130 кг | Золото |
| Кубок Вантаа з боротьби 1998 | Фінляндія | греко-римська боротьба, до 130 кг | Срібло |

### Виступи на змаганнях молодших вікових груп
| Змагання                                          | Збірна    | Вагова категорія                  | Місце  |
| ------------------------------------------------- | --------- | --------------------------------- | ------ |
| Північний чемпіонат з боротьби серед юніорів 1987 | Фінляндія | греко-римська боротьба, до 100 кг | Срібло |
| Чемпіонат Європи з боротьби серед юніорів 1987    | Фінляндія | греко-римська боротьба, до 115 кг | 6      |
| Північний чемпіонат з боротьби серед юніорів 1988 | Фінляндія | греко-римська боротьба, до 100 кг | Золото |
| Північний чемпіонат з боротьби серед юніорів 1989 | Фінляндія | греко-римська боротьба, +100 кг   | Золото |
| Чемпіонат Європи з боротьби серед молоді 1988     | Фінляндія | греко-римська боротьба, до 100 кг | 6      |